# Großer Preis von Monaco 1978
Der Große Preis von Monaco 1978 (offiziell XXXVI Grand Prix Automobile de Monaco) fand am 7. Mai auf dem Circuit de Monaco in Monte Carlo statt und war das fünfte Rennen der Automobil-Weltmeisterschaft 1978.

## Berichte

### Hintergrund
Mit dem fünften WM-Lauf des Jahres startete die Formel 1 in die Europasaison. Das Teilnehmerfeld war im Vergleich zum Grand Prix von Long Beach einen Monat zuvor nahezu unverändert. Eine der wenigen Ausnahmen war das Formel-1-Comeback von Jacky Ickx nach rund einem Jahr Unterbrechung anstelle von Lamberto Leoni bei Ensign. Außerdem trat das Martini-Team wieder an.
Das Team Surtees setzte erstmals ein Exemplar des neuen Wagens vom Typ TS20 ein. Das Fahrzeug wurde von Vittorio Brambilla pilotiert.

### Training
Aufgrund einer Starterbegrenzung auf 20 Fahrzeuge wurde angesichts der Meldeliste, die 30 potentielle Teilnehmer umfasste, erneut eine Vorqualifikation nötig, an deren Ende die sechs langsamsten Piloten ausschieden. Vier weitere Nicht-Teilnehmer wurden während des regulären Trainings ermittelt.
Carlos Reutemann sicherte sich zum zweiten Mal in Folge die Pole-Position, dicht gefolgt von den beiden Brabham-Piloten John Watson und Niki Lauda sowie Mario Andretti auf Lotus. Die dritte Startreihe bildeten Patrick Depailler und James Hunt.

### Rennen
Die besten Starts gelangen Watson, der die Führung übernahm, sowie Depailler, der Rang zwei belegte. Reutemann duellierte sich mit Lauda um den dritten Platz vor Hunt auf Rang fünf. Während der ersten Runde kam es zu einer Berührung der beiden Duellanten. Hunt musste ausweichen und touchierte dabei die Mauer. Während Lauda das Rennen auf dem dritten Platz vor Andretti, Jody Scheckter und Alan Jones fortsetzen konnte, mussten Reutemann und Hunt die Box ansteuern, um Reparaturen durchführen zu lassen.
In der 38. Runde musste Watson die Führung nach einem Fahrfehler an Depailler abgeben. Auch Lauda gelangte an Watson vorbei, musste jedoch kurze Zeit später aufgrund eines Reifenschadens die Box aufsuchen.
Depailler gewann zum ersten Mal einen Grand Prix und übernahm dadurch die Führung in der WM-Wertung. Lauda gelangte bis zum Ende des Rennens wieder bis auf den zweiten Platz nach vorn vor Scheckter, Watson, Didier Pironi und Riccardo Patrese.

## Meldeliste
| Team                            | Nr. | Fahrer                | Chassis        | Motor                     | Reifen |
| ------------------------------- | --- | --------------------- | -------------- | ------------------------- | ------ |
| Parmalat Racing Team            | 01  | Niki Lauda            | Brabham BT46   | Alfa Romeo 115-12 3.0 F12 | G      |
| Parmalat Racing Team            | 02  | John Watson           | Brabham BT46   | Alfa Romeo 115-12 3.0 F12 | G      |
| Elf Team Tyrrell                | 03  | Didier Pironi         | Tyrrell 008    | Ford Cosworth DFV 3.0 V8  | G      |
| Elf Team Tyrrell                | 04  | Patrick Depailler     | Tyrrell 008    | Ford Cosworth DFV 3.0 V8  | G      |
| John Player Team Lotus          | 05  | Mario Andretti        | Lotus 78       | Ford Cosworth DFV 3.0 V8  | G      |
| John Player Team Lotus          | 06  | Ronnie Peterson       | Lotus 78       | Ford Cosworth DFV 3.0 V8  | G      |
| Marlboro Team McLaren           | 07  | James Hunt            | McLaren M26    | Ford Cosworth DFV 3.0 V8  | G      |
| Marlboro Team McLaren           | 08  | Patrick Tambay        | McLaren M26    | Ford Cosworth DFV 3.0 V8  | G      |
| ATS Racing Team                 | 09  | Jochen Mass           | ATS HS1        | Ford Cosworth DFV 3.0 V8  | G      |
| ATS Racing Team                 | 10  | Jean-Pierre Jarier    | ATS HS1        | Ford Cosworth DFV 3.0 V8  | G      |
| Scuderia Ferrari SpA SEFAC      | 11  | Carlos Reutemann      | Ferrari 312T3  | Ferrari 015 3.0 F12       | M      |
| Scuderia Ferrari SpA SEFAC      | 12  | Gilles Villeneuve     | Ferrari 312T3  | Ferrari 015 3.0 F12       | M      |
| Fittipaldi Automotive           | 14  | Emerson Fittipaldi    | Fittipaldi F5A | Ford Cosworth DFV 3.0 V8  | G      |
| Équipe Renault Elf              | 15  | Jean-Pierre Jabouille | Renault RS01   | Renault EF1 1.5 V6t       | M      |
| Shadow Racing Team              | 16  | Hans-Joachim Stuck    | Shadow DN9     | Ford Cosworth DFV 3.0 V8  | G      |
| Shadow Racing Team              | 17  | Clay Regazzoni        | Shadow DN9     | Ford Cosworth DFV 3.0 V8  | G      |
| Durex Team Surtees              | 18  | Rupert Keegan         | Surtees TS19   | Ford Cosworth DFV 3.0 V8  | G      |
| Beta Team Surtees               | 19  | Vittorio Brambilla    | Surtees TS20   | Ford Cosworth DFV 3.0 V8  | G      |
| Walter Wolf Racing              | 20  | Jody Scheckter        | Wolf WR1       | Ford Cosworth DFV 3.0 V8  | G      |
| Team Tissot Ensign              | 22  | Jacky Ickx            | Ensign N177    | Ford Cosworth DFV 3.0 V8  | G      |
| Olympus Cameras/Hesketh Racing  | 24  | Derek Daly            | Hesketh 308E   | Ford Cosworth DFV 3.0 V8  | G      |
| Team Rebaque                    | 25  | Héctor Rebaque        | Lotus 78       | Ford Cosworth DFV 3.0 V8  | G      |
| Ligier Gitanes                  | 26  | Jacques Laffite       | Ligier JS9     | Matra MS78 3.0 V12        | G      |
| Williams Grand Prix Engineering | 27  | Alan Jones            | Williams FW06  | Ford Cosworth DFV 3.0 V8  | G      |
| Liggett Group/BS Fabrications   | 30  | Brett Lunger          | McLaren M26    | Ford Cosworth DFV 3.0 V8  | G      |
| Automobiles Martini             | 31  | René Arnoux           | Martini MK23   | Ford Cosworth DFV 3.0 V8  | G      |
| Theodore Racing Hong Kong       | 32  | Keke Rosberg          | Theodore TR1   | Ford Cosworth DFV 3.0 V8  | G      |
| Arrows Racing Team              | 35  | Riccardo Patrese      | Arrows FA1     | Ford Cosworth DFV 3.0 V8  | G      |
| Arrows Racing Team              | 36  | Rolf Stommelen        | Arrows FA1     | Ford Cosworth DFV 3.0 V8  | G      |
| Team Merzario                   | 37  | Arturo Merzario       | Merzario A1    | Ford Cosworth DFV 3.0 V8  | G      |

## Klassifikationen

### Startaufstellung
| Pos. | Fahrer                | Konstrukteur       | Zeit    | Ø-Geschwindigkeit | Start |
| ---- | --------------------- | ------------------ | ------- | ----------------- | ----- |
| 01   | Carlos Reutemann      | Ferrari            | 1:28,34 | 134,969 km/h      | 01    |
| 02   | John Watson           | Brabham-Alfa Romeo | 1:28,83 | 134,225 km/h      | 02    |
| 03   | Niki Lauda            | Brabham-Alfa Romeo | 1:28,84 | 134,210 km/h      | 03    |
| 04   | Mario Andretti        | Lotus-Ford         | 1:29,10 | 133,818 km/h      | 04    |
| 05   | Patrick Depailler     | Tyrrell-Ford       | 1:29,14 | 133,758 km/h      | 05    |
| 06   | James Hunt            | McLaren-Ford       | 1:29,22 | 133,638 km/h      | 06    |
| 07   | Ronnie Peterson       | Lotus-Ford         | 1:29,23 | 133,623 km/h      | 07    |
| 08   | Gilles Villeneuve     | Ferrari            | 1:29,40 | 133,369 km/h      | 08    |
| 09   | Jody Scheckter        | Wolf-Ford          | 1:29,50 | 133,220 km/h      | 09    |
| 10   | Alan Jones            | Williams-Ford      | 1:29,51 | 133,205 km/h      | 10    |
| 11   | Patrick Tambay        | McLaren-Ford       | 1:30,08 | 132,362 km/h      | 11    |
| 12   | Jean-Pierre Jabouille | Renault            | 1:30,18 | 132,216 km/h      | 12    |
| 13   | Didier Pironi         | Tyrrell-Ford       | 1:30,55 | 131,675 km/h      | 13    |
| 14   | Riccardo Patrese      | Arrows-Ford        | 1:30,59 | 131,617 km/h      | 14    |
| 15   | Jacques Laffite       | Ligier-Matra       | 1:30,60 | 131,603 km/h      | 15    |
| 16   | Jacky Ickx            | Ensign-Ford        | 1:30,72 | 131,429 km/h      | 16    |
| 17   | Hans-Joachim Stuck    | Shadow-Ford        | 1:31,30 | 130,594 km/h      | 17    |
| 18   | Rupert Keegan         | Surtees-Ford       | 1:31,31 | 130,579 km/h      | 18    |
| 19   | Rolf Stommelen        | Arrows-Ford        | 1:31,31 | 130,579 km/h      | 19    |
| 20   | Emerson Fittipaldi    | Fittipaldi-Ford    | 1:31,36 | 130,508 km/h      | 20    |
| DNQ  | Jochen Mass           | ATS-Ford           | 1:31,40 | 130,451 km/h      | –     |
| DNQ  | Clay Regazzoni        | Shadow-Ford        | 1:31,61 | 130,152 km/h      | –     |
| DNQ  | Jean-Pierre Jarier    | ATS-Ford           | 1:32,11 | 129,445 km/h      | –     |
| DNQ  | Vittorio Brambilla    | Surtees-Ford       | 1:32,46 | 128,955 km/h      | –     |
| DNPQ | Keke Rosberg          | Theodore-Ford      | 1:33,07 | 128,110 km/h      | –     |
| DNPQ | Derek Daly            | Hesketh-Ford       | 1:33,55 | 127,453 km/h      | –     |
| DNPQ | René Arnoux           | Martini-Ford       | 1:33,72 | 127,222 km/h      | –     |
| DNPQ | Héctor Rebaque        | Lotus-Ford         | 1:34,59 | 126,051 km/h      | –     |
| DNPQ | Brett Lunger          | McLaren-Ford       | 1:34,86 | 125,693 km/h      | –     |
| DNPQ | Arturo Merzario       | Merzario-Ford      | 1:49,43 | 108,957 km/h      | –     |

### Rennen
| Pos. | Fahrer                | Konstrukteur       | Runden | Stopps | Zeit       | Start | Schnellste Runde |
| ---- | --------------------- | ------------------ | ------ | ------ | ---------- | ----- | ---------------- |
| 01   | Patrick Depailler     | Tyrrell-Ford       | 75     | 0      | 1:55:14,66 | 05    | 1:30,97          |
| 02   | Niki Lauda            | Brabham-Alfa Romeo | 75     | 1      | + 22,45    | 03    | 1:28,65 (72.)    |
| 03   | Jody Scheckter        | Wolf-Ford          | 75     | 0      | + 32,29    | 09    | 1:31,09          |
| 04   | John Watson           | Brabham-Alfa Romeo | 75     | 0      | + 33,53    | 02    | 1:31,59          |
| 05   | Didier Pironi         | Tyrrell-Ford       | 75     | 0      | + 1:08,06  | 13    | 1:31,38          |
| 06   | Riccardo Patrese      | Arrows-Ford        | 75     | 0      | + 1:08,77  | 14    | 1:30,57          |
| 07   | Patrick Tambay        | McLaren-Ford       | 74     | 0      | + 1 Runde  | 11    | 1:32,32          |
| 08   | Carlos Reutemann      | Ferrari            | 74     | 1      | + 1 Runde  | 01    | 1:31,19          |
| 09   | Emerson Fittipaldi    | Fittipaldi-Ford    | 74     | 0      | + 1 Runde  | 20    | 1:31,89          |
| 10   | Jean-Pierre Jabouille | Renault            | 71     | 0      | + 4 Runden | 12    | 1:33,04          |
| 11   | Mario Andretti        | Lotus-Ford         | 69     | 0      | + 6 Runden | 04    | 1:31,83          |
| –    | Gilles Villeneuve     | Ferrari            | 62     | 0      | DNF        | 08    | 1:31,57          |
| –    | Ronnie Peterson       | Lotus-Ford         | 55     | 0      | DNF        | 07    | 1:31,08          |
| –    | James Hunt            | McLaren-Ford       | 42     | 1      | DNF        | 06    | 1:31,47          |
| –    | Rolf Stommelen        | Arrows-Ford        | 36     | 0      | DNF        | 19    | 1:34,84          |
| –    | Alan Jones            | Williams-Ford      | 29     | 0      | DNF        | 10    | 1:31,30          |
| –    | Jacky Ickx            | Ensign-Ford        | 26     | 0      | DNF        | 16    | 1:33,15          |
| –    | Hans-Joachim Stuck    | Shadow-Ford        | 24     | 1      | DNF        | 17    | 1:33,25          |
| –    | Jacques Laffite       | Ligier-Matra       | 11     | 0      | DNF        | 15    | 1:33,51          |
| –    | Rupert Keegan         | Surtees-Ford       | 8      | 0      | DNF        | 18    | 1:33,51          |

## WM-Stände nach dem Rennen
Die ersten sechs des Rennens bekamen 9, 6, 4, 3, 2 bzw. 1 Punkt(e). Es zählten nur die besten sieben Ergebnisse aus den ersten acht Rennen und die besten sieben Ergebnisse aus den letzten acht Rennen. In der Konstrukteurswertung zählte nur das Ergebnis des bestplatzierten Fahrers eines Teams.

### Fahrerwertung
| Pos. | Fahrer             | Konstrukteur       | Punkte |
| ---- | ------------------ | ------------------ | ------ |
| 01   | Patrick Depailler  | Tyrrell-Ford       | 23     |
| 02   | Carlos Reutemann   | Ferrari            | 18     |
| 03   | Mario Andretti     | Lotus-Ford         | 18     |
| 04   | Niki Lauda         | Brabham-Alfa Romeo | 16     |
| 05   | Ronnie Peterson    | Lotus-Ford         | 14     |
| 06   | John Watson        | Brabham-Alfa Romeo | 7      |
| 07   | Emerson Fittipaldi | Fittipaldi-Ford    | 6      |
| 08   | Jacques Laffite    | Ligier-Matra       | 4      |
| 09   | Jody Scheckter     | Wolf-Ford          | 4      |
| 10   | Didier Pironi      | Tyrrell-Ford       | 4      |
| 11   | James Hunt         | McLaren-Ford       | 3      |
| 12   | Alan Jones         | Williams-Ford      | 3      |
| 13   | Clay Regazzoni     | Shadow-Ford        | 2      |
| 14   | Riccardo Patrese   | Arrows-Ford        | 2      |
| 15   | Patrick Tambay     | McLaren-Ford       | 1      |
| 16   | Jochen Mass        | ATS-Ford           | 0      |

| Pos. | Fahrer                | Konstrukteur  | Punkte |
| ---- | --------------------- | ------------- | ------ |
| 17   | Gilles Villeneuve     | Ferrari       | 0      |
| 18   | Jean-Pierre Jarier    | ATS-Ford      | 0      |
| 19   | Rolf Stommelen        | Arrows-Ford   | 0      |
| 20   | Héctor Rebaque        | Lotus-Ford    | 0      |
| 21   | Jean-Pierre Jabouille | Renault       | 0      |
| 22   | Brett Lunger          | McLaren-Ford  | 0      |
| 23   | Vittorio Brambilla    | Surtees-Ford  | 0      |
| 24   | Hans-Joachim Stuck    | Shadow-Ford   | 0      |
| –    | Danny Ongais          | Ensign-Ford   | 0      |
| –    | Lamberto Leoni        | Ensign-Ford   | 0      |
| –    | Arturo Merzario       | Merzario-Ford | 0      |
| –    | Rupert Keegan         | Surtees-Ford  | 0      |
| –    | Keke Rosberg          | Theodore-Ford | 0      |
| –    | Eddie Cheever         | Hesketh-Ford  | 0      |
| –    | Jacky Ickx            | Ensign-Ford   | 0      |

### Konstrukteurswertung
| Pos. | Konstrukteur       | Punkte |
| ---- | ------------------ | ------ |
| 01   | Lotus-Ford         | 27     |
| 02   | Tyrrell-Ford       | 24     |
| 03   | Brabham-Alfa Romeo | 20     |
| 04   | Ferrari            | 18     |
| 05   | Fittipaldi-Ford    | 6      |
| 06   | Ligier-Matra       | 4      |
| 07   | Wolf-Ford          | 4      |
| 08   | McLaren-Ford       | 3      |
| 09   | Williams-Ford      | 3      |

| Pos. | Konstrukteur  | Punkte |
| ---- | ------------- | ------ |
| 10   | Shadow-Ford   | 2      |
| 11   | Arrows-Ford   | 2      |
| 12   | ATS-Ford      | 0      |
| 13   | Renault       | 0      |
| 14   | Surtees-Ford  | 0      |
| –    | Ensign-Ford   | 0      |
| –    | Merzario-Ford | 0      |
| –    | Theodore-Ford | 0      |
| –    | Hesketh-Ford  | 0      |